# Paradictyna
Paradictyna là một chi nhện trong họ Dictynidae.